# Bulbophyllum quinquelobum
Bulbophyllum quinquelobum là một loài phong lan thuộc chi Bulbophyllum.